# Tirrena-Adriàtica 1983
La Tirrena-Adriàtica 1983 va ser la 18a edició de la Tirrena-Adriàtica. La cursa es va disputar en un pròleg inicial i cinc etapes, la darrera de les quals era la tradicional contrarellotge individual pels carrers de San Benedetto del Tronto, entre l'11 i el 16 de març de 1983, amb un recorregut final de 856,8 km.
El vencedor de la cursa fou l'italià Roberto Visentini (Inoxpran), que s'imposà al neerlandès Gerrie Knetemann (TI-Raleigh) i el també italià Francesco Moser (Gis Gelati-Campagnolo), segon i tercer respectivament.

## Etapes
| Etapa | Data       | Recorregut                            | Km    | Vencedor d'etapa       | Líder de la general     |
| ----- | ---------- | ------------------------------------- | ----- | ---------------------- | ----------------------- |
| Pr.   | 11 de març | Santa Severa - Santa Severa (CRI)     | 9,5   | Czesław Lang (POL)     | Czesław Lang (POL)      |
| 1a    | 12 de març | Santa Marinella - Llac de Vico        | 193,0 | Guido Bontempi (ITA)   | Gerrie Knetemann (NED)  |
| 2a    | 13 de març | Orte - Monte San Pietrangeli          | 220,0 | Moreno Argentin (ITA)  | Gerrie Knetemann (NED)  |
| 3a    | 14 de març | Grottammare - Paglieta                | 210,0 | Moreno Argentin (ITA)  | Gerrie Knetemann (NED)  |
| 4a    | 15 de març | Paglieta - Acquaviva Picena           | 206,0 | Laurent Fignon (FRA)   | Giuseppe Saronni (ITA)  |
| 5a    | 16 de març | S.B del Tronto - S.B del Tronto (CRI) | 18,3  | Bert Oosterbosch (NED) | Roberto Visentini (ITA) |

## Classificació general
|    | Ciclista                       | Equip                 | Temps       |
| -- | ------------------------------ | --------------------- | ----------- |
| 1  | Roberto Visentini (ITA)        | Inoxpran              | 22h 50' 20" |
| 2  | Gerrie Knetemann (NED)         | TI-Raleigh            | + 04"       |
| 3  | Francesco Moser (ITA)          | Gis Gelati-Campagnolo | + 59"       |
| 4  | Czesław Lang (POL)             | Gis Gelati-Campagnolo | + 59"       |
| 5  | Alberto Fernández Blanco (ESP) | Zor                   | + 1' 03"    |
| 6  | Giuseppe Petito (ITA)          | Alfa Lum              | + 1' 09"    |
| 7  | Laurent Fignon (FRA)           | Renault               | + 1' 09"    |
| 8  | Serge Demierre (SUI)           | Cilo-Aufina           | + 1' 17"    |
| 9  | Giuseppe Saronni (ITA)         | Del Tongo             | + 1' 19"    |
| 10 | Greg Lemond (USA)              | Renault               | + 1' 19"    |